# Дистанционные тренировки
Дистанцио́нные трениро́вки (удалённые тренировки, онлайн-фитнес) — тренировочный процесс, осуществляемый в домашних условиях с помощью видеокурсов. Дистанционные фитнес-тренировки популярны среди людей, не имеющих возможности посещать спортзал, например, из-за законодательных ограничений на посещение общественных мест или в условиях мер социальной защиты. Их организуют как традиционные фитнес-клубы, так и специализированные интернет-сервисы. Отмечается, что для фитнес-клубов, несущих убытки из-за запрета деятельности, организация онлайн-тренировок является одним из средств сохранения лояльной аудитории или получения хотя бы минимального дохода.

## Организация процесса
Важнейший элемент онлайн-фитнеса — видеоуроки, доступные занимающемуся через интернет. Они могут размещаться на интернет-сайтах спортивных клубов или на общедоступных видеохостингах, либо распространяться в специализированном программном обеспечении. Тренер, записывающий такой урок, объясняет упражнения и показывает их выполнение. Кроме видеозаписей, могут дополнительно предоставляться текстовые и графические инструкции.
В ряде случаев за отдельную плату возможны интерактивные тренировки с помощью видеотелефонии, при которой тренер непосредственно консультирует тренирующегося. Такая услуга иногда предоставляется фитнес-клубами.

## Проблемы
- Недостаток дисциплины спортсмена, нерегулярные тренировки[2][4].
- Вероятность неправильного исполнения упражнений в отсутствие тренера, что в ряде случаев может привести к травме.
- Для тренировок по боевым искусствам — невозможность эффективной отработки техник без партнёра.
- В некоторых случаях — неприспособленность жилого помещения: ограниченное пространство, отсутствие спортивного инвентаря.

## Экономическая составляющая
Некоторые видеокурсы для домашнего фитнеса предоставляются бесплатно. При этом возможна их монетизация за счёт рекламы — такую возможность предоставляют общественные видеохостинги.
Существуют платные программы тренировок, разработанные квалифицированными тренерами и спортсменами. Они могут распространяться как с помощью сайта или мобильного приложения, так и в виде файлового архива для скачивания. При этом не исключается обман потребителя — например, распространение недостоверных сведений о достижениях автора видеокурса, публикация подложных сканов сертификатов, использование в рекламе необоснованных упоминаний известных спортсменов, якобы принявших участие в разработке программы тренировок.
Фитнес-клубы иногда предоставляют видеокурсы для домашних тренировок лицам, оплатившим абонемент. Возможна и общедоступная публикация некоторых видео в общественно-полезных целях.
Ряд крупных брендов, работающих в индустрии спортивной одежды (например, Nike, Adidas, Puma), разработали бесплатные мобильные приложения с программами тренировок на дому. В данном случае финансовой составляющей является не монетизация курсов, а общая информационная поддержка бренда.